# Elasiprora
Elasiprora là một chi bướm đêm thuộc họ Gelechiidae.